# ローマの七丘
ローマの七丘（ローマのしちきゅう、ラテン語: Septem Montes Romae、イタリア語: Sette colli di Roma）とは、ローマの市街中心部からテヴェレ川東に位置する、古代ローマ時代の七つの丘のことで、都市ローマの基礎を形作った。
日本語ではイタリア語読みと、ラテン語読み（古代ローマ史で）が併用されている。
前6世紀の初めまでにこれら7つの丘の集落が合体して都市（ウルプス、ポリス）を形成したと言われている。テヴェレ川と七丘に守られた地域が古代ローマの中心地になり、パラーティーヌスの丘の北に、ローマの政治・経済の中心となる広場フォルム・ローマーヌムが築かれた。前4世紀初めには七丘を囲むようにセルウィウス城壁が築かれた。
また、「ローマの七丘」以外に「初期ローマの七丘」や「現代のローマの七丘」という区分けも存在する。以下の地図および一覧を参照のこと。
紀元前31年のローマの地図上に示した、ローマの七丘およびその他の主要地形の名称。都市を囲む黒点線はセルウィウス城壁
初期ローマの七丘
都市ローマ成立前に人が定住したと伝えられる七丘で、オッピウス（オッピオ）、パラティウム（パラティーノの東側）、ウェリア（ヴェーリア）、ファグタル（オッピオの一部）、ケルマルス（パラティーノの西側）、カエリウス（チェリオ）、キスピウスの7つである。
※カッコ内は現代のイタリア語での表記。
ローマの七丘

都市ローマの起源となったローマの七丘は、アウェンティヌス（アヴェンティーノ）、カピトリヌス（カンピドリオ）、カエリウス（チェリオ）、エスクイリヌス（エスクイリーノ）、パラティヌス（パラティーノ）、クイリナリス（クイリナーレ）、ウィミナリス（ヴィミナーレ）の7つである。
※カッコ内は現代のイタリア語での表記。
現代のローマ七丘
アウェンティヌス（アヴェンティーノ）、カピトリヌス（カンピドリオ）、パラティヌス（パラティーノ）、クイリナリス（クイリナーレ）、ホルトゥロルム（ピンチョ）、ヤニクルム（ジャニコロ）、オッピウス（オッピオ）の7つである。
※カッコ内は現代のイタリア語での表記。

## 関連事項
- ピンチョの丘
- ジャニコロの丘（it:Gianicolo）